# Allium koelzii
Allium koelzii — вид рослин з родини амарилісових (Amaryllidaceae); ендемік Ірану.

## Поширення
Ендемік західного і південно-західного Ірану.